# Веласкес, Густаво
Виктор Густаво Веласкес Рамос (исп. Adam Fernando Bareiro Gamarra; род. 17 апреля 1991, Villa del Rosario, Сан-Педро или Итаугуа, Сентраль) — парагвайский футболист, защитник клуба «Ньюэллс Олд Бойз» и сборной Парагвая.

## Клубная карьера
Веласкес — воспитанник клуба «Серро Портеньо». 31 марта 2012 года в матче против «Либертада» он дебютировал в парагвайской Примере. 22 мая 2013 года в поединке против «Спортиво Карапегуа» Густаво забил свой первый гол за «Серро Портеньо». В начале 2014 года Веласкес перешёл в «Спортиво Лукеньо». 23 февраля в матче против «Либертада» он дебютировал за новую команду. 27 апреля в поединке против «Соль де Америка» Густаво забил свой первый гол за «Спортиво Лукеньо». Летом того же года Веласкес стал игроком клуба «Насьональ». 25 июля в матче против «Депортиво Капиата» он дебютировал за новую команду.
В 2016 году Густаво вернулся в «Серро Портеньо». В том же года Веласкес на правах аренды перешёл в «Соль де Америка». 17 июля в матче против «Спортиво Лукеньо» он дебютировал за новый клуб. 10 сентября в поединке против столичного «Ривер Плейта» Густаво забил свой первый гол за Соль де Америка. По окончании аренды игрок вернулся в «Серро Портеньо». В 2018 году Густаво вновь присоединился к «Насьоналю».
В 2019 году Веласкес перешёл в мексиканский Лобос БУАП. 7 апреля в матче против «Гвадалахары» он дебютировал в мексиканской Примере. Летом того же года Веласкес подписал контракт с Хуарес. 29 июля в матче против «Сантос Лагуна» он дебютировал за новую команду. 10 февраля 2020 года в поединке против «Некаксы» Густаво забил свой первый гол за «Хуарес». В начале 2022 года Веласкес на правах аренды перешёл в аргентинский «Ньюэллс Олд Бойз». 28 февраля в матче против «Тальерес» он дебютировал в аргентинской Примере. 5 июля в поединке против «Патронато» Густаво забил свой первый гол за «Ньюэллс Олд Бойз». По окончании аренды клуб выкупил трансфер игрока.

## Международная карьера
8 июня 2024 года в товарищеском матче года против сборной Перу Веласкес дебютировал за сборную Парагвая. 16 июня в поединке против сборной Панамы Густаво забил свой первый гол за национальную команду. В том же году Веласкес принял участие в Кубке Америки в США. На турнире он сыграл в матчах против сборных Колумбии, Бразилии и Коста-Рики.

### Голы за сборную Парагвая
| #   | Дата         | Место                             | Противник | Счёт | Результат | Соревнование      |
| --- | ------------ | --------------------------------- | --------- | ---- | --------- | ----------------- |
| 01. | 16 июня 2024 | Роммель Фернандес, Панама, Панама | Панама    | 0:1  | 0:1       | Товарищеский матч |